# Hygrophila cataractae
Hygrophila cataractae är en akantusväxtart som beskrevs av Spencer Le Marchant Moore. Hygrophila cataractae ingår i släktet Hygrophila och familjen akantusväxter. Inga underarter finns listade i Catalogue of Life.